# Northern Lights (película de 1997)
Northern Lights (título en español: Aurora boreal) es la primera película original de Disney Channel. Fue transmitida por primera vez en Canadá el 23 de agosto de 1997, por Disney Channel. Está protagonizada por la ganadora de un Óscar, Diane Keaton.

## Reparto
- Diane Keaton - Roberta Blumstein
- Maury Chaykin - Ben Rubadue
- Joseph Cross - Jack
- Kathleen York - Daphne
- John Robert Hoffman - Joe Scarlotti
- Crystal Verge - Aggie
- John R. Taylor - Arthur
- Sheila Patterson - Arlene
- Frank C. Turner - Willard
- Thomas Cavanagh - Frank
- Peter Wilds - Ratman
- Chilton Crane - Margaret
- Sheila Moore - Louise
- Alexander Pollock - Billy
- Leam Blackwood - Emily
- Zahf Paroo -  Joven mánager
- David Paul Grove - Beck
- Phillip Hazel - Sterling
- Léo Newman - Jack (doble de la foto)